# NGC 4414
NGC 4414 est une galaxie spirale cotonneuse  relativement rapprochée et située dans la constellation de la Chevelure de Bérénice. NGC 4414 a été découverte par l'astronome germano-britannique William Herschel en 1785.

## Caractéristiques
La classe de luminosité de NGC 4414 est III et elle présente une large raie HI. Elle renferme également des régions d'hydrogène ionisé. De plus, c'est une galaxie LINER, c'est-à-dire une galaxie dont le noyau présente un spectre d'émission caractérisé par de larges raies d'atomes faiblement ionisés.

### Distance
Sa vitesse par rapport au fond diffus cosmologique est de 983 ± 19 km/s, ce qui correspond à une distance de Hubble de 14,50 ± 1,05 Mpc (∼47,3 millions d'al).
À ce jour, 47 mesures non basées sur le décalage vers le rouge (redshift) donnent une distance de 18,110 ± 3,051 Mpc (∼59,1 millions d'al), ce qui est à l'intérieur des valeurs de la distance de Hubble.
Plusieurs de ces mesures ont été effectuées vers le milieu des années 1990 à l'aide du télescope spatial Hubble par une équipe dirigée par l'astronome canadienne Wendy Freedman. En observant des étoiles variables de la galaxie, l'équipe a obtenu une distance de 19,1 Mpc pour celle-ci.

### Luminosité dans l'infrarouge
La luminosité de la galaxie NGC 4414 dans l'infrarouge lointain (de 40 à 400 µm)  est égale à 2,69 × 1010 {\displaystyle L_{\odot }} (1010,43{\displaystyle L_{\odot }}) et sa luminosité totale dans l'infrarouge (de 8 à 1 000 µm) est de 3,63 × 1010 {\displaystyle L_{\odot }} (1010,56{\displaystyle L_{\odot }}).

## Morphologie

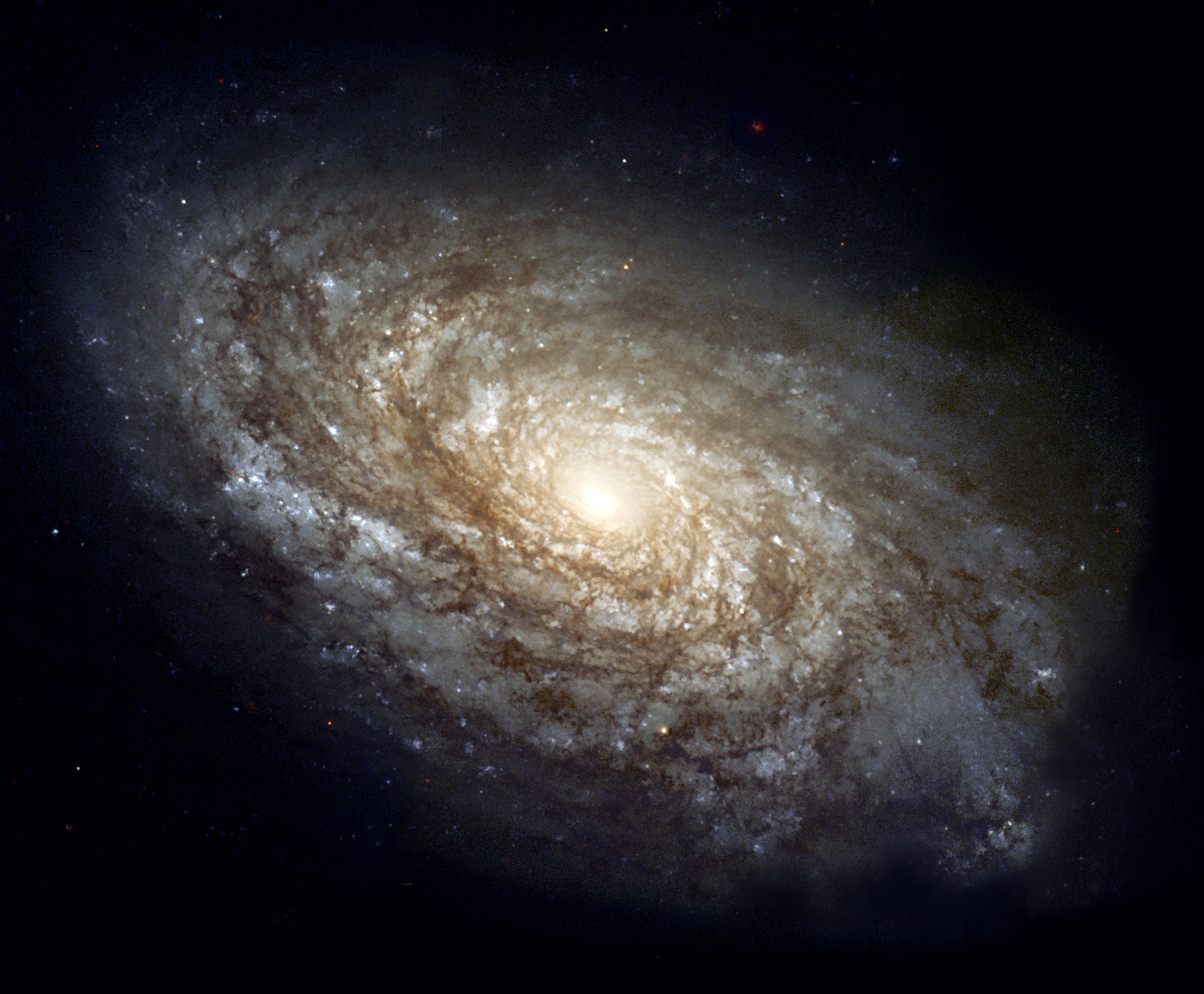
NGC 4414 une galaxie spirale cotonneuse (télescope spatial Hubble).

Eskridge, Frogel et Pogge ont publié un article en 2002 décrivant la morphologie de 205 galaxies spirales ou lenticulaires rapprochées. Les observations ont été réalisées dans la bande H de l'infrarouge et dans la bande B (le bleu). Selon Eskridge et ses collègues, NGC 4394 est de type Sbc dans la bande B et Sab dans la bande H.
Le noyau ponctuel de NGC 4394 est brillant et encastré dans un petit bulbe elliptique. L'angle de position du disque interne est différent de celui du bulbe. Les caractéristiques spiralées apparaissent dans le disque interne où sa luminosité est plus forte. Le disque est très noueux, avec des traces de nombreux morceaux de bras. Le motif en spirale est cotonneux.

## Supernovas
Deux supernovas ont été découvertes dans NGC 4414 : SN 1974G et SN 2013df.

### SN 1974G
Cette supernova a été découverte le 20 avril 1974 par Wilhelmine Burgat,,, une astrophysicienne suisse originaire de Neuchâtel. Cette supernova était de type Ia.

### SN 2013df
Cette supernova a été découverte le 7 juin 2013 par F. Ciabattari, E. Mazzoni, S. Donati et G. Petroni du groupe ISSP (Italian Supernovae Search Project). Cette supernova était de type IIb.

## Groupe de NGC 4274
Selon A.M. Garcia, la galaxie NGC 4414 fait partie d'un groupe de galaxies qui compte au moins 19 membres, le groupe de NGC 4274. Les autres membres du New General Catalogue du groupe sont NGC 4020, NGC 4062, NGC 4136, NGC 4173, NGC 4203, NGC 4245, NGC 4251, NGC 4274, NGC 4278, NGC 4283, NGC 4310, NGC 4314, NGC 4359, NGC 4509 et NGC 4525.